# Афера Шпегељ
Афера Шпегељ се односи на случај откривања и објављивања аудио и видео-снимака разговора Мартина Шпегеља и његових сарадника октобра 1990. који су тајно узети од стране Контраобавјештајне службе и пуштени у документарни филм Војнофилмског центра „Застава”, који је емитован 25. јануара 1991. на ТВ Београд, већем делу југословенске јавности.

## Претходница
Мартин Шпегељ је био генерал-пуковник ЈНА и функциионер СКЈ, који је претендовао чак и на место начелника Генералштаба ЈНА. Волео је лов и слободно време је користио за обилазак шумских терена где је ЈНА имала своја ловишта. Једно време је обављао дужност команданта Територијалне Одбране СР Хрватске, а касније постаје и командант 5. војне области ЈНА. Иако многи тврде да је незаслужено дошао на те одговорне функције. Знало се за њега да је као командант гардијске дивизије ЈНА у Београду имао шовинистичке испаде.
Док је обављао своје дужности у оделу официра ЈНА, био је умешан у многе криминалне радње везане за крађу друштвене, односно, војне имовине (980 кубика дрвета из шума Горског Котара), као и ловно богатство, и др. У Генералштабу ЈНА су ове ствари знали, али нису реаговали. На крају је генерал Шпегељ уместо санкционисања, само пензионисан.

## Акција снимања
Ову акцију снимања Мартина Шпегеља водили су оперативци Контраобавештајне службе, јер је требало набавити доказе за хапшење  генерала ЈНА који није смео да посумња у то да је на мети безбедносних служби ЈНА. Одлучено је да се цела операција уради на војном полигону ″Гаково″, крај Вировитице, октобра 1990. године. А највећи део посла је одрадио капетан прве класе Владимир Јагар, оперативац КОС-а, породични пријатељ Шпегеља а не рођак, како се често погрешно наводи.
Цела просторија где је требало да борави Мартин Шпегељ била је опремљена са посебном опремом, која је намењена оваквим радњама. Циљ је био да Мартин Шпегељ каже наглас своје планове везано за илегално наоружавање чланова ХОС, ХДЗ и резервног састава МУП-а СР Хрватске. Јер руководство СР Хрватске са Туђманом на челу желело је да се добро наоружају и крену у отворени рат против Срба и припадника ЈНА, већ на пролеће 1991. године. Све како је планирано, тако је и урађено, тј. акција снимања је успешно обављена.
„Што се тиче караула… кад буде разоружавање караула, иће се на разоружавање свих којих има. Али оставити Албанцима по пет метака у пушци. А ове друге затворити у подрум и давати храну и воду. Ако то буде трајало пар дана… А, ово ако до нечега дође онда само дај директиву свим својима које познајеш – убијати екстреме. На лицу мјеста! На улици, усред круга касарне, било где другде, само пиштољ и у стомак… То неће бити рат, то ће бити грађански рат у коме нема милости ни према коме. Ни према жени, ни према дјеци. У стан, једноставно – бомбе у породични стан.”— Мартин Шпегељ, 14.10.1990. у Гакову
„А Книн ћемо решити на тај начин што ћемо покасапити. У то имамо и међународно признање за то, онда ћемо их покасапити. Поготово сад кад је и ова курва победио у Србији, Милошевић. Сад нам Американци, други дан од кад је он победио, понудили сву помоћ. А до тада су све шпекулисали… Би, не би. Кажу сад овако, хиљаду комада транспортера оклопних, оваквих, онаквих аутомобила… Шта ја знам… За сто тисућа војника комплетно наоружање бесплатно.”— Мартин Шпегељ, 14.10.1990. у Гакову

## Приказ снимка на телевизији
Дана 25. јануара 1991. године на ТВ Београд у вечерњем термину јавно су објављени на ТВ Београд ови компромитујући снимци за цео политички врх СР Хрватске. Овај документарац је изазвао велики шок не само у СР Србији, већ у целој СФРЈ. Међутим, хрватско руководство, укључујући и главне „глумце” брзо су одбацили касете као лажне, тврдећи да су снимци синхронизовани тј. монтирани. Њихову аутентичност касније је потврдио Стипе Месић, један од првих комунистичких политичара са хрватске стране који је признао веродостојност снимака КОС-а, иако је тврдио да су неке реченице извађене из контекста.

## Последице
Руководство ЈНА је тражило да се Шпегељу суди за издају. Али до тога никада није дошло. Мартин Шпегељ је отишао неколико месеци у Аустрију, а касније се вратио у Хрватску, ге је потављен за министра одбране Хрватске. Тек 2001. године је пензионисан у хрватској војсци. А за ове своје планове и снимке, никада није одговарао.
Руководство Хрватске је успело илегално увести велику количину наоружања преко Мађарске, Аустрије, Италије и лука на Јадрану: Ријека и Сплит. Тако су створене паравојне формације на територији СФРЈ. Специјалне јединице полиције Хрватске су већ на пролеће кренули са упадима у српска места, а јула 1991. кренули су и напади на касарне ЈНА и стварање независне Републике Хрватске.